# Ophiomyia anguliceps
Ophiomyia anguliceps este o specie de muște din genul Ophiomyia, familia Agromyzidae. A fost descrisă pentru prima dată de Malloch în anul 1914. Conform Catalogue of Life specia Ophiomyia anguliceps nu are subspecii cunoscute.